# Елькин, Александр Александрович
Алекса́ндр Алекса́ндрович Е́лькин (12 августа 1913, Фаришонки, Вятская губерния — сентябрь 1981, Тула) — русский советский поэт, поэт-фронтовик и прозаик, автор нескольких сборников стихов и рассказов, а также документальных книг «Приобщение к подвигу» и «50 дней мужества» о подвигах героев-туляков в годы Великой Отечественной войны. Член Союза писателей СССР (1976).
В годы Великой Отечественной войны работал военным корреспондентом в армейских газетах. Капитан (1946).

## Биография
Родился 12 августа 1913 года в деревне Фаришонки Слободского уезда Вятской губернии (ныне Слободского района Кировской области). Окончил сельскую школу, затем работал сплавщиком леса, кроильщиком на меховой фабрике, нормировщиком. Затем перешёл работать секретарём многотиражной газеты «Меховщик», некоторое время работал начальником пионерского лагеря. В 1932—1934 годах учился в технических училищах в Ленинграде и Казани.
С 1935 года служил в пограничных и внутренних войсках НКВД. На второй день после начала Великой Отечественной войны, 23 июня 1941 года, А. А. Елькин — на фронте в составе 34-го мотострелкового полка войск НКВД (командир — майор И. И. Пияшев). Принимал участие в боях на Юго-Западном, Брянском и Западном фронтах. 9-10 октября 1941 года под Орлом и Мценском усиленный 34-й мотострелковый полк войск НКВД совместно с 4-й танковой бригадой (командир — полковник М. Е. Катуков) сдерживал продвижение частей немецкой 2-й танковой группы генерал-полковника Гейнца Гудериана. Затем участвовал в обороне Тулы и Москвы.
С января 1942 года по декабрь 1945 года работал редактором газеты «Бей врага» 7-й мотострелковой дивизии внутренних войск НКВД СССР и специальным корреспондентом журнала «Пограничник», публиковал стихи о войне. За годы войны награждён боевыми орденами и медалями.
В годы войны при Тульском Доме Красной Армии была создана литературная группа, руководителем которой стал Александр Елькин. В неё вошли писатели 3. Бычкова, Н. Кирьянов, В. Лобода, А. Сгибнев, Г. Калашников и другие. Они выступали в войсковых частях Тульского гарнизона, а также печатали свои стихи в газете «Коммунар». По воспоминаниям лауреата Ленинской премии Эдуардаса Межелайтиса, «в годы войны (1942) мне приходилось быть в Туле, в Ясной Поляне. Здесь стояла литовская часть Красной Армии. Здесь, мы выступали со стихами перед бойцами… Я тогда был ещё молодой, начинающий поэт… В Ясной Поляне и, кажется, в Туле тоже, выступала замечательная литовская поэтесса, соловей нашей родной поэзии, моя учительница Саломея Нерис. … Она написала замечательные стихи о вашем крае, о войне, о героизме».
В 1946 году капитан А. А. Елькин вышел в запас. Работал в газетах «Шахтёрская правда» и «Коммунар», где публиковались его стихотворения, статьи и очерки. Работая заведующим отделом информации газеты «Коммунар», он старался избегать в публикациях неточностей и ошибок, тщательно проверял и редактировал материалы разных авторов, при необходимости обращаясь в архив, библиотеку и музеи за консультациями.
В своих очерках А. А. Елькин одним из первых опубликовал сведения о мужестве, стойкости и героизме туляков в годы Великой Отечественной войны: в частности, о полковнике С. Ф. Кутепове, о санинструкторе Е. А. Шамшиковой, о советском разведчике К. Л. Ефремове, о юном партизане А. П. Чекалине. В дальнейшем его очерки о героях-туляках были опубликованы в сборниках «Туляки — Герои Советского Союза» (1967) и «Бессмертен подвиг их высокий» (1983). О событиях и героях Великой Отечественной войны А. А. Елькин также выпустил книги «Приобщение к подвигу» (1975) и «50 дней мужества» (2-е изд., 1980).
В 1948 году А. А. Елькин вошёл в состав бюро созданного Тульского областного литературного объединения (председатель Н. В. Виноградов) и стал руководителем его секции поэзии. Поддерживал молодых авторов, организовывал семинары и консультации. Кроме того, он был членом редколлегий альманаха «Литературная Тула» (1949—1958), литературно-художественного и общественно-политического сборника «Пламя» (1959), ответственным редактором сборника о героях-туляках «Бессмертен подвиг их высокий» (1983) и составителем книги «Тула — город-герой» (1981).
Опубликовал несколько сборников своих стихотворений: «На переднем крае» (1953), «Верность» (1956), «Встречный ветер» (1958), «Соловьиный рассвет» (1962), «Сирень над окопом» (1970), а также сборники рассказов. Его стихи также вошли в современные сборники, подготовленные тульской писательской организацией: «Великий май» (2005) и «Три века тульской поэзии» (2010).
В 1976 году А. А. Елькин был принят в члены Союза писателей СССР, активно участвовал в работе тульской писательской организации.
Умер в сентябре 1981 года.

## Труды
Некоторые публикации:
- На переднем крае: сборник стихов / Под ред. В. Луговского; худож. Е. З. Романова. — Тула: Областное книжное издательство, 1953. — 48 с. — 3000 экз.
- Верность : стихи / А. Елькин. — Тула: Областное книжное издательство, 1956. — 79 с. — 3000 экз.
- Встречный ветер : стихи / А. Елькин. — Тула: Книжное издательство, 1958. — 95 с. — 4000 экз.
- Соловьиный рассвет : стихи, поэмы / А. А. Елькин. — Тула: Книжное издательство, 1962. — 79 с.
- Приобщение к подвигу / А. Елькин. — Тула: Приокское книжное издательство, 1975. — 304 с.
- 50 дней мужества: документальная повесть / А. А. Елькин. — Тула: Приокское книжное издательство, 1976. — 208 с. : фото. — То же : Изд. 2-е, испр. и доп. — Тула: Приокское книжное издательство, 1980. — 239 с.

Составитель, ответственный редактор, член редколлегии:
- Пламя : лит.-худож. и обществ.-полит. сб. / редкол.: …А. А. Елькин… . — Тула : Тульское книжное издательство, 1959. — 112 с.
- Туляки — Герои Советского Союза / [отв. ред. А. А. Елькин]. — Тула: Приокское книжное издательство, 1967. — 446 с.
- Тула — город-герой : бессмертный подвиг туляков в 1941 г. : воспоминания участников обороны города. Трудовое продолжение ратного героизма в наши дни / сост. А. А. Елькин и др. — Тула: Приокское книжное издательство, 1981. — 256 с.
- Бессмертен подвиг их высокий / Пред. ред. коллегии А. А. Елькин. — 2-е изд. — Тула: Приокское книжное издательство, 1983. — 646 с. — 10 000 экз.

## Награды
- Орден Красной Звезды (23 апреля 1945)[5]
- Медаль «За оборону Москвы», Медаль «За победу над Германией в Великой Отечественной войне 1941—1945 гг.» и др.[10]